# 多米那特制
多米那特制（拉丁語：Dominate），意译为君主制（又称罗马君主制），是羅馬帝國晚期帝國政府实行的一种“专制”政体的命名，相对於帝國早期的“元首制”。313年羅馬帝国重新统一之前的这段时期，通常又称为“四帝共治制”。
多米那特制大致始于284年三世纪危机结束戴克里先开始统治帝国，其终结时间因帝国东西分治而各不相同。西部在476年罗慕路斯被罢黜后结束；东部结束时间尚有争议，一般以查士丁尼一世（565年）或希拉克略（641年）统治结束标志着多米那特制的终结，此后罗马皇帝开始使用“巴西琉斯”作为皇帝头衔。
从组织结构上来看，相较之前的元首制，多米那特制政体被认为更威权化和官僚化且缺乏合议性。

## 緣起
元首制下，皇帝的职务表面上是多个民政和军事职务集于一身的政务官。奥古斯都及其继任者一般非常谨慎的将自己的职务置于罗马共和体制之下，宣称皇帝仅是由元老院授予权力的第一公民以掩饰其独裁的本质。实际上第一公民几乎总由一人独揽，授予护民官特权（Potestas tribunicia）之日开始行使皇权。在元首制时期，虽然皇帝提名继承人（称为凯撒）是一种普遍现象，但“凯撒”即不能行使皇帝相关的权力、也没有被授予任何官方职权。
三世纪危机时期，面对同时爆发的多场入侵和篡位事件，需要皇帝立刻亲赴前线处理危机。而皇帝传统的执政方式，即单一的皇帝作为政务官镇守罗马城已经无法应对这种局面。进一步来说正是由于皇帝分身乏术，而地方爆发的危机事件需要皇帝亲自处理，所以才导致篡位者出现以皇帝的身份处理当地的危机。

## 词汇起源
“dominate”（支配；主宰）一词起源于拉丁语“dominus”（主人，主宰者，后被基督徒引申为上帝），最初是罗马人的奴隶对其主人的称呼。元首制时期，该词偶尔用于称呼皇帝，通常表示对皇帝的极度恭维（或政治攻击）。奥古斯都主动劝阻这种称谓，特别是提比略斥责这种称谓就是阿谀奉承。此后尽管图密善曾鼓励使用“dominus”，但没有一位皇帝以任何半官方的身份使用该称谓，直至274年奥勒良统治时期发行了刻有“神与天生主宰者（deus et dominus natus）”字样的硬币。
不过直到戴克里先的统治时期，作为加强皇权改革的一部分，主宰者（dominus）一词才被正式纳入皇帝的官方头衔。
早期基督徒也将上帝称为“Dominus”，例如五世纪初完成的《圣经武加大译本》将原始古希伯来语圣经中的上帝（雅威）和通用希腊语圣经译本的上帝（κύριος）译为拉丁语“Dominus Deus”。

## 从元首制的转变
公元235年皇帝亚历山大·塞维鲁被军队推翻后，帝国陷入长达半个世纪的内乱，史称三世紀危機。在此期间，蛮族入侵、农民起义且同时出现数位皇帝互相攻伐，甚至在268年帝国东西方分裂出割据政权高盧帝國和帕米拉帝国。直至273年奥勒良重新统一帝国，284年戴克里先继位后改革政府彻底终结了这场危机。
多米那特制政体的出现正是为了应对三世纪危机带来的近50年的混乱局面。这场危机暴露了元首制的弊病，也使帝国从合议政体逐渐转变为完全的独裁政体。
从元首制转变为多米那特制的过程中，在军事层面上，元老院高层逐渐被排除担任高级军事指挥官，骑士阶级的地位被提升，军队重组并创建了更加机动的野战军（comitatenses）。在行政层面上，皇帝的服饰和出行礼仪发生改变，新的宗教政策旨在实现宗教统一，政府进行大规模的货币改革并建立一个全国范围的民政官僚机构。
尽管一般认为戴克里先是多米那特制的创建者，但它起源于更早之前皇帝的改革政策，主要是在奥勒良统治时期（270-275年），有些可以追溯到加里恩努斯统治时期（253-268年）。直至305年戴克里先退位时，多米那特制的转型依然没有完全完成，许多改革措施直到君士坦丁一世才被引入和重新调整。因此正如元首制是在公元前31至公元14年期间出现，转向多米那特制的改革直到公元337年才基本完成。
历史学家约翰·巴格内尔·伯里认为：
“帝国在地理位置上并不紧凑，有四条漫长的国界和数个小型边区需要守卫，同时还时刻面临着解体和破产的威胁。但多米那特制对细节之处的构建解决了这些棘手的问题，成功维系了这个民族及地域差异巨大的帝国。多米那特制下帝国核心一分为二，两套独立但完全相同政府班底来治理这个庞大的帝国的同时又不至于损害帝国的完整性，这是一个全新且有趣的实践。多米那特制下的官僚系统能够正常运转，如果掌控的君主能力超群，甚至还能超常发挥。当然多米那特制也有污点和缺陷，特别在经济和财政方面。但总的来说，创建它的伊利里亚皇帝（戴克里先）不愧为罗马的天才。”

## 特点

### 数位皇帝共同执政
多米那特制下，皇帝的职位越来越多的交由同僚们共同行使，即共治帝权（Consortium imperii），这也正是戴克里先引入政府体制的四帝共治制。该体制最初有两位共治皇帝（正帝奥古斯都）和分别从属的下位皇帝（副帝凯撒），这四人共享帝权。这一模式从289年开始，一直持续到324年四帝内战后君士坦丁一世成为唯一的皇帝结束。不过337年君士坦丁去世后帝国再次由数位正皇帝（奥古斯都）共同治理。除去392-395年狄奥多西一世成为唯一的皇帝，从364年瓦伦提尼安一世登基后任命其弟瓦伦斯为共治皇帝开启了长达百年的东西二帝共治模式，直至476年最后一位西部皇帝被推翻。
虽然每位皇帝（奥古斯都）在各自管理的帝国范围内享有自主权，但所有的皇帝推出的任何法律在整个帝国范围内都产生效力。

### 执政官职权降低
罗马共和国时代，执政官一职是国家最高民选政务官，每年选举两人。到元首制时期，虽然皇帝集所有实权于一身，但执政官仍是理论上的国家元首，年号仍以当年年初上任的正式执政官（consul ordinarius）确定。纵观元首制时代，皇帝之下的执政官仍然是一个重要的职位，因为它是权贵通往更高行政部门的敲门砖，只有前任执政官才能成为执政官同司令官（consular legates）、亚洲和非洲诸行省的同执政官和罗马城监。
正式执政官是少数能与皇帝共享的职务，由贵族或前执政官的后代担任。罗马政客们一般在从政生涯中期担任此职位，多数人是40岁出头担任，对于贵族来说是则是30岁出头担任。如果这些政客拥有特别的才能和价值，甚至会获得第二（或罕见的第三）个执政官任期。在担任执政官之前，这些政客已经拥有重要职位的从政经验，并且期望继续为国效力，担任肩负国家运转的职位。
到多米那特制时期，众多前执政官的职能被剥夺，骑士阶层侵占了传统元老议员的行政和军事职能，这意味着被任命为执政官之前，政客们几乎不会去从事元老院议员一职。结果是担任执政官的人年龄越来越小，到四世纪执政官由20岁出头甚至年龄更小的男性担任。随着时间推移，执政官拥有第二任期的现象比前两个世纪更为普遍，通常第一个任期为补任执政官（consul suffectus），第二个任期为正式执政官（consul ordinarius）。此外，这一时期的执政官不再仅由元老院议员出任，骑士阶层的近卫总长将自动获得补任执政官一职，再完成任期后还将获得荣誉执政官地位（ornamenta consularia）。同时当近卫总长完成执政官补任期后再次被皇帝授予正式执政官，将被允许自称为第二任执政官（cos. II）。所有这些举措进一步削弱了执政官的重要性，以至于在多米那特制时期，石碑铭文中偶尔会遗漏记载正式执政官，而补任执政官几乎没有记载。

### 传统元老院议员阶层改革

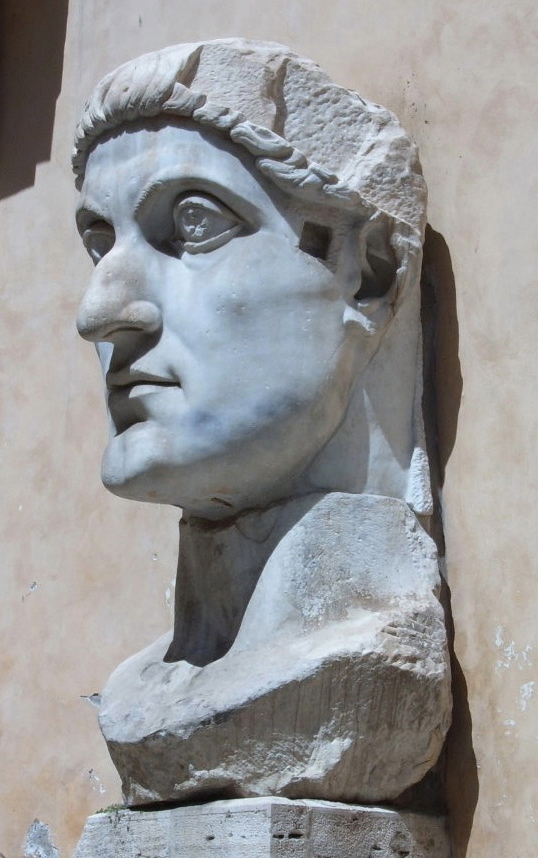
罗马皇帝君士坦丁调整了许多戴克里先发起的民政和军事改革措施

多米那特制时期，帝国管理的一个重大变化是大规模移除了旧式元老院议员参与行政和军事的职能。这一变化始于加里恩努斯的改革，元老院议员不再担任军事指挥官，转而交由骑士阶层。
戴克里先统治时期，随着军事骑士阶层的改革进一步转型，世袭元老院议员不再出任大多数的行政和军事职位（诸如军团司令官Legatus）。尽管相较于帝国初期，行省数量增加了三倍，同时还建立了管区，使得高级行政职位数量大幅增加，但世袭元老院议员仅限于意大利和邻近诸行省（西西里、阿非利加、亚该亚和亚细亚）的行政工作。过去包括元老院阶层和骑士阶层在内的意大利本土权贵垄断了数个世纪的国家政治和军事权力，如今基本被排除在外。尽管元老院依旧保持着极大的威望，但是在政治上已经变得无足轻重。
到君士坦丁一世时，再次引入一种被限制的元老院议员职业晋升形式，将过去政务官职位改变其职能后重新授予元老院议员。首先是财务官一职，在元首制时期对于有野心的元老院议员来说这是一个适合新人学习的职位，而在多米那特制时期财务官被降级并且指派给元老院议员的儿子担任，其资格年龄也被降低至16岁。其次是执政官兼（或）执事官（Praetor）一职，执事官职位因被剥夺法律职能也大幅失去影响力，因此在多米那特制时期的主要职能是组织罗马运动会（Ludi Romani）。
多米那特制时期元老院议员能够担任的最有威望的职位是城监（Praefectus urbi），这一时期随着皇帝宫廷从罗马城撤出，城监不再直接受到皇帝的监管，这也意味着该职位获得了实权。最显著的变化是行省政府重回元老院议员之手，较大规模或更重要的行省交由曾出任过正式执政官的元老院议员。然而和元首制时期不同的是，行省总督的职能被大幅缩减，仅仅只是没有军事职能的单纯的民事政务官。与此同时行省规模大幅缩减而数量从原来的大约五十个增加至一百个左右。
旧元老院权贵家族与皇帝共同合议管理帝国的职能下降，转由兴起的直属于皇帝的扩大化官僚机关取代。代理官（Vicarius）介于总督和皇帝之间，在其之上的是近卫总长，两者仅拥有民政（非军事）职能。而元老院管辖的行省和皇帝当权的行省之间的区分已经消失，现在各行省、管区和近卫大区皆由皇帝管辖。近卫总长拥有广泛的行政、财政、司法和立法权力，行省总督的任免皆由近卫总长建议，经皇帝批准同意。唯二不受近卫总长直接监管的民政职位是亚细亚和阿非利加行省同执政官总督及（罗马、君士坦丁堡）城监。
围绕着皇帝的行政机关不断增加，导致官僚人数激增。这些国家官员的薪资起初用食物配给和货币支付，但是在多米那特制时期，食物配给（annona）被转换为货币，因此官僚的薪资消耗了相当大部分帝国的预算。虽然没有准确的数字，但据推测东方近卫大区和伊利里亚近卫大区的国家官僚机构，包含管区和行省首长的幕僚，大约有10,000人，这一数字没有包含军事指挥官、或财政和其他主要部门下辖的职员。这与儒略-克劳狄时代所有行省仅雇佣大约300名国家官僚人员形成鲜明对比。
多米那特制下最重要的官职：
- 最高宫廷法务官（Quaestor sacri palatii）：负责起草法律，以及做出皇帝敕令回复请愿书
- 行政总理官（Magister officiorum）：负责管理文秘部门、安排宫廷典礼以及掌控筹备礼节和觐见皇帝的专职部门
- 最高寝宫内侍长（Praepositus sacri cubiculi）：负责所有官员与宫廷的联络事务，是皇帝的总管

多米那特制下，所有重要的官员都会自动批准加入元老院，这进一步削弱了元首制时期传统权贵议员家族的地位。在君士坦丁一世统治时期的一个元老院大约有2,000名成员，建立君士坦丁堡元老院后，两个元老院同时存在时人员数量还会更多。
帝国官僚机关的所有高级官员都分属君士坦丁一世引入元老院的三个等级：杰出者（Vir illustris）、可敬者（Vir spectabilis）和闻名者（vir clarissimus）。各大中央民政部门首长、军事元帅（magistri militum）、其他高级军事指挥官以及最高寝宫内侍长（Praepositus sacri cubiculi）被划入等级最高的杰出者；大量的民政公务员，包括同执政官、代理官（Vicarius）、各行省军事长官以及秘书长（magistri scriniorum）被授予第二等级的可敬者。
入门级的闻名者是取得元老院议员的最低资格要求，它将自动授予行省总督作为其职位的一部分，也会大量授予其他行省较低级别的官员，大量的帝国初级公务人员退休后也会被授予闻名者等级。皇帝慷慨的授予官员闻名者致使该等级价值逐渐降低，其结果是皇帝开始将众多闻名者级别的官员提升至可敬者级别，继而贬低了最高的杰出者等级。元老院等级的通货膨胀致使六世纪中叶前在杰出者之上加设了新的等级荣耀者（Vir gloriosus），并将所有国家最高级别的官员提升至该等级。

### 军事改革
元首制时期，驻有军团的行省由皇帝管辖，通过委任钦差司令同执事官（Legatus Augusti pro praetore）管理行省军政要务，罗马城的驻军由近卫总长管辖。到三世纪危机时期，帝国军事方面的大量职权转由近卫总长持有，同时各地司令官趁帝国中央集权衰落之际，利用一省军政大权发起叛乱谋夺皇位。
戴克里先时期率先将军事行政机关和民事行政部门分离，并对皇帝委任的总督及近卫总长的职能进行改革，以降低未来他们利用军队谋权篡位的风险。到四帝共治时期，近卫总长是皇帝的最高行政长官，其地位仅次于皇帝。多米那特制时期，近卫总长起初作为皇帝的副手统管帝国所有行政要务（军事、民政、司法、税务等）。但近卫总长庞大的职务范围鲜有官员适任，同时也为了降低出现潜在的强势近卫总长对皇权的挑战，于是逐渐将近卫总长的部分职权分给其他官员：军务由军队元帅（magistri militum）负责、中央民政部门由行政总理官（Magister officiorum）负责。
君士坦丁一世时期继续改革重组了最高军事指挥系统，其中两个最显著的改革措施是将军事指挥官从民政系统中分离出来，以及将军队分为野战军（comitatenses）和边防军（limitanei）。边防军沿帝国边防线（limes）长期驻守，野战军作为帝国战略储备军应对边防线可能出现的危急情况。中央军（palatini）作为前禁卫军（cohortes praetoriae）的继承部队从野战军士兵中征募，护送皇帝巡视全国。
大约在同一时期，君士坦丁设立了帝国最高军事指挥官职位：军队元帅（magistri militum）。每个近卫大区也开始设立从步兵元帅（Magister peditum）到更有声望的骑兵元帅（Magister equitum）职位，这使得使得帝国军事领导班子更加专业化。随着时间推移，整个帝国的元帅（Magister）类型和人数会视情况改变，所有元帅都被授予杰出者头衔（Vir illustris）。
- 帝国东部，至四世纪末，伊利里亚、色雷斯（英语：Diocese of Thrace）和东方大区设有军队元帅，各自独立统领东部帝国的一支野战军；两位御前（in praesenti）军队元帅陪同东部皇帝并各自指挥中央军（Palatini）的一半，上述五位元帅的级别相同[42]。

- 帝国西部，最初设有四名军队元帅：高卢和意大利各设一名步兵元帅和骑兵元帅。随着时间推移，步兵元帅和骑兵元帅的职位合并授予一人的情况更加普遍，其被称为骑兵与步兵元帅（magister equitum et peditum）或两军元帅（magister utriusque militiae）。到斯提里科时代，两军元帅已成为西部最高军事指挥官，其地位仅次于皇帝而高于所有军事指挥官。两军元帅统领中央军（Palatinae）的一半，其下辖的骑兵元帅统领另一半中央军并兼领高卢野战军[42]。

整个帝国同时设有六位（不含不列颠总管下辖的撒克逊海岸总管）军队总管（Comes rei militaris）辅助军队元帅统领军队，并授予可敬者头衔（Vir spectabilis）。
- 帝国东部仅设埃及军队总管（Comes rei militaris Aegypti），与西部军队总管不同的是该总管统领埃及地区驻扎的边防军且直接隶属于皇帝。

- 帝国西部共设六位军队总管，其中五位军队总管各自统领位伊利里亚（英语：Diocese of Pannonia）、阿非利加、廷吉塔纳、西班牙（英语：Diocese of Hispania）和不列颠（英语：Roman Britain#Diocletian's reforms）的野战军，隶属两军元帅；另设不列颠撒克逊海岸总管（英语：Count of the Saxon Shore）（comes littoris Saxonici per Britanniam）统领英吉利海峡两岸的边防军，隶属不列颠总管（Comes Britanniarum）。

各边防军由边防军都督（duces limitis）统领，其职能类似元首制时代的钦差司令官（legati Augusti）。大多数都督统领一个行省的军队，但也有少数都督会统领超过一个行省的军队。帝国东部的都督隶属其辖区的步兵元帅，而西部的都督隶属各军队总管。

### 宗教改革
多米那特制时期的帝国官方宗教起源于元首制时期的泛神信仰，但是发生了巨大的变化，最主要的特点是出现帝国全体人民信仰的至高神。根据约翰·巴格内尔·伯里的说法：
“尽管所有古代君主国的宗教信仰和祭司制度既是政治性权力又是社会性力量，但是基督教会在罗马帝国的地位对世界来说都是一个全新的事物，它所呈现的问题迄今为止没有任何统治者遇到，也没有过去的经验可以借鉴。如果教会仍然像君士坦丁之前一样独立于国家之外，那么帝国的历史将会大不相同。一方面基督教确实需要面临异端丛生、教会分裂及不容忍异教的问题，但另一方面其能够控制全社会力量的专制性促使国家与教会的紧密结合并改变了国家的特性和精神，这是晚期帝国与早期帝国最显著的不同。”
宗教变化起源于奥勒良统治时期，他推动将太阳神索尔作为帝国至高神加以崇拜。尽管对太阳神索尔的崇拜未能消除对其他传统罗马诸神的崇拜，但皇帝将特定神的崇拜与国家的福祉以及帝国持续不断的军事胜利联系在一起，这显然视为皇帝偏护一神的标示。
此后在戴克里先时期，君主崇拜完全被皇帝采纳，将其作为向国家表达忠诚的一种方法。过去已故的皇帝会被整个帝国奉为神明（divus），而帝国东部民间自奥古斯都时代开始就已经将在世的皇帝奉为神明，但这种崇拜活动在元首制时代既没有意大利在意大利地区盛行，也未得到官方支持。而戴克里先改变了这一点，将对在世皇帝的崇拜正式作为全帝国宗教体系的一部分，为此官方宣传将戴克里先与朱庇特、共治皇帝马克西米安与赫丘利联系在一起。
君士坦丁一世时期，宗教转型开始步入多米那特制时期的最终阶段。最初君士坦丁公开倾向于类似崇拜太阳神索尔的至高神崇拜而不完全排斥其他神。不过在其统治期间，基督教的上帝开始与至高神地位的太阳神索尔并驾齐驱。为避免冒犯基督徒，君士坦丁甚至放弃了皇帝正式宣称为神的皇帝崇拜形式，以及不再要求向皇帝祭祀。为了同时吸引基督徒和异教徒，君士坦丁在皇帝肖像上采用了新的宗教符号：凯乐符和拉布兰旗。到337年君士坦丁去世时，宗教转型的进程基本完成，君士坦丁本人也在临终前正式皈依基督教。
改革后皇帝宫廷中的基督徒开始不知不觉的受宠提拔，而对异教徒不利。不过从312年君士坦丁击败马克森提乌斯掌权后至四世纪末异教信仰被明令禁止前，对异教徒庭臣的完全不利影响并不明显，其晋升之路也没有立即受到阻碍。尽管皇帝崇拜的众多残余影响需要一段时间才能消除（例如直至381年皇帝依然担任异教信仰的大祭司），但是最终由于君士坦丁，特别是他的儿子们以皇帝的身份支持基督教使其迅速成为帝国的国教。
狄奥多西一世时期，帝国教会的组织已经与帝国民政部门保持一致。每座城市设有一位主教（Bishop）、每个行省设有一位都主教（Metropolitan）、每个管区设有一位督主教（Exarch）。最高行政区划的近卫大区一级设有五位牧首（宗主教）：罗马牧首区的权威扩展至包含伊利里亚大区在内的帝国西半部（拉丁化影响区域）；君士坦丁堡牧首区负责色雷斯、本都和亚细亚管区；亚历山大牧首区范围大致与埃及管区相同；安提阿牧首区管辖东方大区的主要部分；较小的耶路撒冷牧首区控制巴勒斯坦地区的三个行省（第一巴勒斯坦行省、第二巴勒斯坦行省和第三巴勒斯坦行省）。
随着时间推移，皇帝们承认教堂和神职人员的诸多特权。起初所有的神职人员同异教的宗教人员一样被免除纳税，教堂接受遗产赠不受限制，享有与异教神殿相同为任何人提供庇护的权利。民事案件中双方同意的情况下允许主教担任法官，并且一旦主教作出裁决就不允许上诉。由于城市社区中公民生活的衰减，同时本地主教的影响力与日俱增，国家在地方行政管理上越来越多的利用教会当局。最终主教被授予与城市保护官（defensor civitatis）相同的职能，负责保护穷人不受政府官员的剥削以及抵制其他有权势的个人对穷人的侵犯，这一过程中主教可以将违法案件直接呈交给皇帝。

### 罗马城作为帝国首都的地位降低
多米那特制最明显的变化之一是罗马城作为皇帝官邸所在地的地位降低。早在260年就有先例可循，当时皇帝加里恩努斯为应对篡位者波斯图穆斯（即高卢政权建立者）可能发起的进攻以及防御意大利免受阿勒曼尼人的入侵而将皇庭迁至墨狄奥拉农（现意大利米兰）。
当帝国任意边境爆发动乱时，罗马城对于皇帝官邸而言越来越被认为过于偏远。在西部的墨狄奥拉农被认为更具战略性，该城能够轻松向北穿越阿尔卑斯山后，东达多瑙河行省、西抵莱茵河及高卢行省，此外该城优良的地理位置足以防范越过阿尔卑斯山口的袭击。因此戴克里先建立四帝共治制时，共治皇帝马克西米安非正式的确立了墨狄奥拉农作为西部皇帝的官邸。同时戴克里先也意识到波斯人对东部诸省的威胁需要皇帝长期驻守，于是把东部皇帝的官邸设在尼科米底亚城。于此同时，两位副帝（凯撒）君士坦提乌斯和伽列里乌斯也将官邸分别设在靠近莱茵河和多瑙河防线的奥古斯塔·特瑞威洛鲁姆（现德国特里尔）和色米姆（现塞尔维亚斯雷姆斯卡米特罗维察）。
四帝共治制瓦解后，君士坦丁一世首先将官邸迁至乌皮亚·塞尔狄卡（现保加利亚索菲亚），然后开始在古希腊城市拜占庭上营建新帝都并命名为新罗马（Nova Roma，Νέα Ρώμη；或称为第二罗马：Secunda Roma，Δευτέρα Ρώμη，即君士坦丁堡），最终330年君士坦丁堡取代了尼科米底亚，在整个多米那特制时代一直是东部行省的首府和东部皇帝官邸所在地。
西部的墨狄奥拉农一直是皇帝官邸所在地，直至402年因西哥特的阿拉里克多次入侵迫使西部皇帝霍诺留迁都至城防坚固的拉文纳。此后拉文纳城一直维持着西部皇帝官邸的地位直至476年最后一位西部皇帝罗慕路斯·奥古斯都被罢黜。尽管罗马城在540年被重新并入帝国，但查士丁尼仍将拉文纳选为总督（Exarch，代表皇帝统治意大利）官邸所在地，直至751年拉文纳被伦巴第人攻陷。

### 统治形式的变化
戴克里先和他的共治皇帝及继承者们抛弃了共和制的外衣，毫不掩饰的展示了皇帝的权力。他们不再使用稍显谦虚的元首头衔，决定采纳古代埃及和波斯对专制君主的推崇。比起元首制时代皇帝们身着简单的镶边托加长袍（toga praetexta），现在皇帝们开始穿着镶钻礼袍和鞋子。
皇帝们居住在豪华的宫殿（戴克里先在达尔马提亚庞大的宫殿遗址一直留存至今，详见戴克里先宫），其宫廷官员仅需受到皇帝宠爱和亲近就能获得最高荣誉头衔和官僚职位。实际上，许多与宫廷活动相关的和显示与皇室有密切关系的官职，诸如寝宫内侍（Cubicularius，κουβικουλάριος）、最高寝宫内侍长（Praepositus sacri cubiculi，πραιπόσιτος τοῦ εὐσεβεστάτου κοιτῶνος）和马政总管（comes stabuli，κόμης τοῦ σταύλου/στάβλου）最终都发展出了隐藏的权力。帝国晚期的元老院议员和执政官在失去了元首制时期拥有的全部残余政治权力（相较于共和制时期）后沦为单纯的荣誉头衔。
主宰者（Dominus）作为皇帝的正式头衔被采用表明了神化（divus）成为皇帝职位的特权。皇帝神化是一项特殊的荣誉由元老院追授给部分去世的皇帝，现在演变为对在世皇帝而言是一项预计被授予的惯例。这也是皇帝为阻止三世纪危机中的叛乱和篡位转而寻求东方君主制达到的神授合法性。
皇帝还引入了一些仪式，例如在皇帝面前行跪拜礼（Proskynesis），即下跪并亲吻皇帝长袍的镶边，甚至一些已信仰基督教的皇帝例如君士坦丁大帝去世后仍然被崇拜。476年之后的东部罗马帝国，君士坦丁堡的皇权与东方正教会互利共生的关系成为中世纪罗马国家的特征。阿纳斯塔修斯一世是已知的最后一位死后（公元518年）封神的皇帝，此后主宰者头衔因其宗教不正当性似乎被放弃使用（更多关于罗马领导人神化的论述详见古罗马皇帝崇拜）。东部罗马帝国，特别是查士丁尼一世时期，多米那特制演变为绝对主义独裁制。查士丁尼一世（565年去世）也是最后一位使用我们的主宰者（Dominus Noster）头衔的皇帝，此后皇帝头衔被巴西琉斯取代。
相较于元首制时代，除了多米那特制最初的二十年和尤利安统治时期，罗马帝国基督教时代的在世皇帝不能被奉为神明。

## 引用
1. ↑  袁世全. . 中国百科大辞典编委会; 冯涛  (编). . 北京: 华厦出版社: 702. 1990.
2. ↑  Kuhoff, Wolfgang (2002). "Die diokletianische Tetrarchie als Epoche einer historischen Wende in antiker und moderner Sicht". International Journal of the Classical Tradition. 9 (2): 177–178. doi:10.1007/BF02898434 JSTOR 30224306
3. 1 2  Menne, I., Power and Status in the Roman Empire, AD 193–284 (2011) p. 21
4. ↑  Lee, A. D., From Rome to Byzantium AD 363 to 565: The Transformation of Ancient Rome (2013) p. xiii
5. ↑  Mitchell, S., A History of the Later Roman Empire, AD 284–641 (2014), Chapter 1
6. ↑  Bury, J. B.,  A History of the Roman Empire from its Foundation to the Death of Marcus Aurelius (1893) pp. 23–26
7. ↑  Bury, J. B.,  A History of the Roman Empire from its Foundation to the Death of Marcus Aurelius (1893) pp. 20; 523
8. ↑  Watson, A. Aurelian and the Third Century (2004) p. 5; Southern, P. The Roman Empire from Severus to Constantine (2001) pp. 251–2
9. ↑  Cambridge Ancient History, Vol. XI, The High Empire (2008) p. 82
10. ↑  Shorter, D.,  Rome and her Empire (2014) p. 174
11. ↑  Cambridge Ancient History, Vol. XI, The High Empire (2008) p. 81
12. ↑  Watson, A., Aurelian and the Third Century (2004) p. 188
13. ↑  Southern, P. The Roman Empire from Severus to Constantine (2001) pp. 12–13
14. ↑  Bray, J. J., Gallienus: A Study in Reformist and Sexual Politics (1997) p. 2; Körner, C., Aurelian (A.D. 270–275), De Imperatoribus Romanis （页面存档备份，存于） (2001)
15. 1 2  Körner, C., Aurelian (A.D. 270–275), De Imperatoribus Romanis （页面存档备份，存于） (2001)
16. ↑  Bray, J. J., Gallienus: A Study in Reformist and Sexual Politics (1997) pp. 2–3
17. ↑  Southern, P. The Roman Empire from Severus to Constantine (2001) p. 246
18. ↑  Bury, J. B. History of the Later Roman Empire From the Death of Theodosius I to the Death of Justinian Vol I (1958), p. 25
19. ↑  Bury, J. B.,  A History of the Roman Empire from its Foundation to the Death of Marcus Aurelius (1893) p. 38
20. ↑  Bagnall, R. S.; Cameron, A.; Schwartz, S. R.; Worp, K. A., Consuls of the later Roman Empire (1987) pp.1–2
21. ↑  Bagnall, R. S.; Cameron, A.; Schwartz, S. R.; Worp, K. A., Consuls of the later Roman Empire (1987) p.1
22. 1 2 3 4 5  Bagnall, R. S.; Cameron, A.; Schwartz, S. R.; Worp, K. A., Consuls of the later Roman Empire (1987) p.2
23. ↑  Southern, P. The Roman Empire from Severus to Constantine (2001) pp. 254–255
24. ↑  Jones, A. H. M., The Later Roman Empire (1964) pp. 525–526
25. 1 2  Southern, P. The Roman Empire from Severus to Constantine (2001) p. 255
26. ↑  Bury, J. B. History of the Later Roman Empire From the Death of Theodosius I to the Death of Justinian Vol I (1958), p. 18; Southern, P. The Roman Empire from Severus to Constantine (2001) p. 255
27. ↑  Southern, P. The Roman Empire from Severus to Constantine (2001) p. 255; Bury, J. B. History of the Later Roman Empire From the Death of Theodosius I to the Death of Justinian Vol I (1958), p. 25
28. ↑  Bury, J. B.  History of the Later Roman Empire From the Death of Theodosius I to the Death of Justinian Vol I (1958), pp. 26–28
29. ↑  Bury, J. B. History of the Later Roman Empire From the Death of Theodosius I to the Death of Justinian Vol I (1958), pp. 27–28
30. ↑  Bury, J. B. History of the Later Roman Empire From the Death of Theodosius I to the Death of Justinian Vol I (1958), pp. 32–33
31. ↑  Bowman, A. K. Provincial Administration and Taxation in The Cambridge Ancient History Vol. 10: The Augustan Empire 43 B.C. – A.D. 69 (1996) p. 353
32. ↑  Bury, J. B. History of the Later Roman Empire From the Death of Theodosius I to the Death of Justinian Vol I (1958), pp. 19; 34
33. ↑  Bury, J. B. History of the Later Roman Empire From the Death of Theodosius I to the Death of Justinian Vol I (1958), p. 34
34. ↑  Notitia Oriens Title I: List of duces
35. ↑  Jones (1964) 610
36. ↑  Southern, P. The Roman Empire from Severus to Constantine (2001) p. 257
37. ↑  Southern, P. The Roman Empire from Severus to Constantine (2001) pp. 153–157
38. ↑  Kelly, Christopher. Bureaucracy and Government. In Lenski, Noel. The Cambridge Companion to the Age of Constantine (2006), p. 187; Jones, A. H. M., The Later Roman Empire (1964) p. 101
39. ↑  Jones, A. H. M., The Later Roman Empire (1964) p. 371
40. ↑  Southern, P. The Roman Empire from Severus to Constantine (2001) pp. 271–273
41. ↑  Bury, J. B. History of the Later Roman Empire From the Death of Theodosius I to the Death of Justinian Vol I (1958), p. 35
42. 1 2  Bury, J. B. History of the Later Roman Empire From the Death of Theodosius I to the Death of Justinian Vol I (1958), p. 36
43. ↑  Bury, J. B. History of the Later Roman Empire From the Death of Theodosius I to the Death of Justinian Vol I (1958), pp. 36–37
44. ↑  Bury, J. B. History of the Later Roman Empire From the Death of Theodosius I to the Death of Justinian Vol I (1958), p. 63
45. ↑  Halsberghe, G. H.,  The Cult of Sol Invictus (1972) pp. 152; 162
46. ↑  Lieu, S. N. C., Manichaeism in the Later Roman Empire and Medieval China: A Historical Survey (1985) p. 93
47. ↑  Sextus Aurelius Victor; Bird, H. W. Liber de Caesaribus (1994) pp. 161–162; Rees, R. Diocletian and the Tetrarchy (2004) p. 46
48. ↑  Rees, R. Diocletian and the Tetrarchy (2004) pp. 54–55
49. ↑  Williams, S. Diocletian and the Roman Recovery (1996) p. 203
50. ↑  Southern, P. The Roman Empire from Severus to Constantine (2001) p. 280
51. ↑  Rees, R. Diocletian and the Tetrarchy (2004) p. 206
52. 1 2 3  Southern, P. The Roman Empire from Severus to Constantine (2001) p. 281
53. ↑  Bury, J. B. History of the Later Roman Empire From the Death of Theodosius I to the Death of Justinian Vol I (1958), p. 64
54. ↑  Bury, J. B. History of the Later Roman Empire From the Death of Theodosius I to the Death of Justinian Vol I (1958), pp. 64–65
55. ↑  Bury, J. B. History of the Later Roman Empire From the Death of Theodosius I to the Death of Justinian Vol I (1958), p. 65
56. ↑  Southern, P. The Roman Empire from Severus to Constantine (2001) p. 88
57. ↑  Southern, P. The Roman Empire from Severus to Constantine (2001) pp. 88–89
58. ↑  Southern, P. The Roman Empire from Severus to Constantine (2001) pp. 144; 180
59. ↑  Southern, P. The Roman Empire from Severus to Constantine (2001) p. 180
60. ↑  Southern, P. The Roman Empire from Severus to Constantine (2001) pp. 180–181
61. ↑  Bury, J. B. History of the Later Roman Empire From the Death of Theodosius I to the Death of Justinian Vol I (1958), p. 163
62. ↑  Goldsworthy, Adrian Keith. . . New Haven, Conn.: Yale University Press. 2009: 405–415  [28 July 2011]. ISBN 0-300-13719-2. OCLC 262432329.

### 一手资料
- 罗马百官志

### 二手资料
- Carson, Robert. 1981. Principal Coins of the Romans, III: The Dominate, A.D. 294–498. London: Brit. Museum Publ.
- Elton, Hugh. 2018. The Roman Empire in Late Antiquity, A Political and Military History.   Cambridge:  Cambridge University Press.
- Hebblewhite, Mark  2017. The Emperor and the Army in the Later Roman Empire, AD 235–395.   London; New York:  Routledge.
- Kelly, Christopher 2004. Ruling the Later Roman Empire.   Cambridge, MA:  Harvard University Press.
- Kulikowski, Michael. 2016. The Triumph of Empire: The Roman World from Hadrian to Constantine. Cambridge: Harvard University Press.
- Melounová, Markéta. 2012. "Trials with Religious and Political Charges from the Principate to the Dominate." Sborník Prací Filosofické Fakulty Brnenské University = Studia minora Facultatis Philosophicae Universitatis Brunensis. Rada archeologicko-klasicka = Series archaeologica et classica. 17.2: 117–130.
- Minamikawa, Takashi ed. 2015. New Approaches to the later Roman Empire. Kyoto: Kyoto University.
- Roymans, Nico, Stijn Heeren, and Wim de Clerq eds. 2016. Social Dynamics in the Northwest Frontiers of the Late Roman Empire: Beyond Transformation or Decline. Amsterdam archaeological studies, 26.   Amsterdam:  Amsterdam University Press.
- Vitiello, Massimiliano. 2015. "Blaming the Late Republic: Senatorial Ideology and Republican Institutions in Late Antiquity." Classical Receptions Journal 7.1: 31–45.
- Jones, A.H.M.1964.  "Later Roman Empire."